# Leonotis

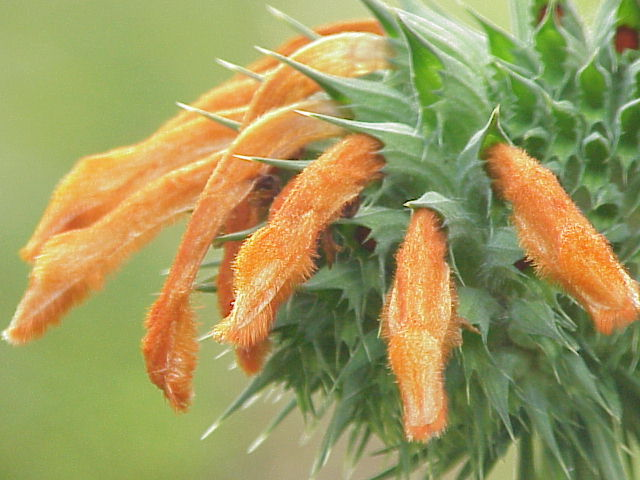
Leonotis nepetifolia.